# Johann Philipp Harrach
Johann Joseph Philipp Graf Harrach (* 22. Oktober 1678 in Wien; † 8. August 1764 ebenda) war ein kaiserlicher Feldmarschall. Von 1739 bis 1762 war er Hofkriegsratspräsident und ab 1733 bis zu seinem Tod Komtur der österreichischen Provinz des Deutschen Ordens.

## Leben

### Familie
Johann Joseph Philipp Graf Harrach entstammte dem alten böhmischen Hochadelsgeschlecht Harrach. Sein Vater Ferdinand Bonaventura I. von Harrach (* 1637; † 1706) war während der Regentschaft von Kaiser Leopold I ein bedeutender österreichischer Diplomat. Er ließ das Palais Harrach in Wien erbauen und in Rohrau, dem Stammsitz der Familie, das in den Türkenkriegen zerstörte Schloss wieder errichten. Sein Bruder Franz Anton Fürst von Harrach (* 1665; † 1727) wurde 1702 Bischof von Wien und ab 1712 Erzbischof von Salzburg.

### Militärischer Werdegang
Johann Philipp leistete seinen ersten Kriegsdienst im spanischen Erbfolgekrieg. In der Schlacht bei Cassano (16. August 1705) nahm er als Kommandant eines Infanterieregiments teil. Als General kämpfte er 1706 mit Auszeichnung in der Schlacht bei Calzinato (17. April). Er hielt während des Rückzuges die nachrückende französische Armee mit seinem Herbersteinischen Regiment und sechs Grenadierkompanien so lange an einer Chiesebrücke auf, bis die eigenen geschlagenen Truppen gesammelt und erneut ins Gefecht gebracht werden konnten. Als der Feind versuchte, die Stellung zu umgehen, konnte er das Vorhaben vereiteln. Nach der gewonnenen Schlacht von Turin (7. September 1706) sendete ihn Prinz Eugen, wegen seiner Verdienste während des Feldzuges, mit der Siegesnachricht nach Wien.
1708 wurde Harrach zum Feldmarschallleutnant befördert. Er stand noch bis zum Frieden von Utrecht im Feld, unter anderen 1709 im Gefecht bei Mons, 1711 bis 1712 in der Dauphine und 1713 im Schwarzwald.
1716 kämpfte er als Feldzeugmeister in der Schlacht von Peterwardein (5. August) gegen die Türken erneut unter dem Oberbefehl von Prinz Eugen. 1717, bei der Eroberung von Belgrad (22. August), kommandierte er das zweite Treffen.
1723 erhielt Harrach seine Beförderung zum Feldmarschall und 1739 ernannte ihn Kaiser Karl VI. zum Präsidenten des Hofkriegsrates, ein Amt, das er bis 1762 ausübte. Johann Philipp Graf Harrach starb am 8. August 1764, 85-jährig, in Wien. Ein Grabdenkmal für ihn befindet sich in der Deutschordenskirche (Wien).